# Eparmatostigma
Eparmatostigma é um género botânico pertencente à família das orquídeas (Orchidaceae).